# Jardin botanique de Curitiba
Le Jardin botanique de Curitiba (o Jardim botânico de Curitiba en portugais) ou Jardim Botânico Francisca Maria Garfunkel se situe dans le Jardim Botânico district de la ville de Curitiba, État du Paraná, au région Sud du Brésil. Il est l'un des principaux symboles touristiques de la ville - en 2007, il a été l'endroit le plus choisi lors d'une élection en ligne pour choisir les « Sept Merveilles du Brésil » - et abrite une partie du campus de l'université fédérale du Paraná.

## Caractéristiques

### Poêle
Le jardin contient de nombreux spécimens de plantes du Brésil et d'autres pays, répartis dans des avenues et des serres en fer et en verre, la principale avec trois voûtes de style Art nouveau, inspirées du Crystal Palace de Londres, du XIXe siècle. La serre est climatisée et abrite des espèces de la forêt atlantique telles que Caraguatá, Caetê et Palmito. De l'intérieur il est possible d'avoir une vue privilégiée sur le jardin à la française.